# Асеев, Фёдор Константинович
Фёдор Константинович Асеев (1899—1960) — старший сержант Рабоче-крестьянской Красной Армии, участник Великой Отечественной войны, Герой Советского Союза (1944).

## Биография
Фёдор Асеев родился в 1899 году в селе Сухоречка (ныне — Бузулукский район Оренбургской области) в крестьянской семье. До войны работал лесником. В 1942 году Асеев был призван на службу в Рабоче-крестьянскую Красную Армию. В том же году вступил в ВКП(б). С июня 1942 года — на фронтах Великой Отечественной войны.
К октябрю 1943 года старший сержант Фёдор Асеев был командиром орудия 911-го артиллерийского полка 340-й стрелковой дивизии 38-й армии Воронежского фронта. Отличился во время битвы за Днепр. В ходе форсирования Днепра севернее Киева 1 октября 1943 года Асеев первым в своём подразделении переправил орудие на плацдарм. Огнём своего орудия он уничтожил несколько огневых точек немецких войск на правом берегу Днепра. В ходе удержания плацдарма Асеев принял активное участие в отражении 7 вражеских контратак.
Указом Президиума Верховного Совета СССР «О присвоении звания Героя Советского Союза генералам, офицерскому, сержантскому и рядовому составу Красной Армии» от 10 января 1944 года за «образцовое выполнение боевых заданий командования на фронте борьбы с немецко-фашистскими захватчиками и проявленные при этом отвагу и геройство» удостоен звания Героя Советского Союза с вручением ордена Ленина и медали «Золотая Звезда».
После окончания войны Асеев был демобилизован, после чего проживал и работал в городе Бузулук. Умер 18 февраля 1960 года.